# Grupa docelowa
Grupa docelowa (ang. target group) – grupa, do której głównie skierowany jest komunikat, reklama lub produkt.
Szczególnie w reklamie ważne jest dobre określenie grupy docelowej.
Tradycyjnym sposobem definiowania grupy docelowej jest wybór osób spełniających określone kryteria społeczno-demograficzne. Mogą to być: wiek, płeć, wykształcenie, miejsce zamieszkania, liczba dzieci, dochód, stan posiadania.
Przykłady grup docelowych w mediach: kobiety 25-45, mężczyźni 15-24, wszyscy 15+ (całe społeczeństwo powyżej 15. roku życia), matki z dziećmi do lat 5, rodziny o dochodach powyżej 1000 PLN miesięcznie, mieszkańcy miast powyżej 100 tys. mieszkańców.
Ostatnio w odpowiedzi na rosnące zapotrzebowanie ze strony reklamodawców rośnie popularność psychograficznego określania grupy celowej. 
Psychograficzne określenie grupy docelowej opiera się na wyodrębnieniu grupy na podstawie jej zachowania i stylu życia, a nie cech demograficznych. Przykładami grup psychograficznych są: posiadacze kotów, osoby pijące Coca-Colę light, ateiści, itp.